# Maj 2024

## 31 maja
- Podczas antyislamskiego wiecu ruchu Bürgerbewegung Pax Europa w Mannheim, w Niemczech doszło do ataku nożownika, który ranił pięć osób. Wśród hospitalizowanych w wyniku ataku był m.in. działacz polityczny Michael Stürzenberger. Dwa dni później, 2 czerwca, zmarł ranny w trakcie ataku funkcjonariusz policji[1][2].

## 30 maja
- Zmarł Wiesław Klinbajl, prawdopodobnie ostatni dotychczas żyjący świadek pierwszych po II wojnie światowej spotkań ekumenicznych w Polsce[3][4].

## 28 maja
- W okolicach Dubicz Cerkiewnych w województwie podlaskim, został ugodzony nożem polski żołnierz, zaatakowany przez jednego z migrantów, którzy w próbowali sforsować stalową zaporę na granicy polsko-białoruskiej. Zaatakowany żołnierz Mateusz Sitek zmarł 6 czerwca[5][6].

## 26 maja
- Zakończyła się 87. edycja mistrzostw świata w hokeju na lodzie mężczyzn, w finale czempionatu Czesi pokonali wynikiem 2:0 Szwajcarów[7].
- Zakończyła się 107. edycja wyścigu kolarskiego Giro d’Italia, którą wygrał Tadej Pogačar (UAE Team Emirates)[8].

## 25 maja
- Zakończyła się 98. edycja mistrzostw Polski w piłce nożnej mężczyzn, pierwszy w historii tytuł mistrzowski wywalczył klub Jagiellonia Białystok[9].

## 24 maja
- W Papui-Nowej Gwinei zeszła lawina. Liczba ofiar szacowana była na 2000 osób[10].

## 19 maja
- Osiem osób zginęło w katastrofie śmigłowca w rejonie Warzaghan w Iranie, w tym prezydent Ebrahim Ra’isi oraz minister spraw zagranicznych Hosejn Amir Abdollahijan[11][12].

## 18 maja
- Ponad 300 placówek wzięło udział w Nocy Muzeów w Warszawie[13].

## 17 maja
- Podczas nabożeństwa z okazji Międzynarodowego Dnia przeciwko Homofobii, Bifobii i Transfobii (IDAHOBIT), 10 par jednopłciowych zostało pobłogosławionych w parafii ewangelicko-reformowanej w Warszawie[14].

## 15 maja
- W miejscowości Handlová na Słowacji doszło do zamachu na premiera, Roberta Ficę, który w ciężkim stanie trafił do szpitala w Bańskiej Bystrzycy[15][16].

## 13 maja
- Co najmniej 14 osób zginęło, a 75 zostało rannych po zawaleniu się billboardu podczas ulewnych deszczów w Mumbaju w Indiach[17].
- Liczba ofiar śmiertelnych trwających powodzi w południowej Brazylii wzrosła do 147 osób, a 127 kolejnych uważano za zaginione[18].
- Liczba ofiar śmiertelnych gwałtownej powodzi i laharu na Sumatrze Zachodniej w Indonezji wzrosła do 43, a 15 kolejnych osób uważano za zaginione[19].
- Inwazja Rosji na Ukrainę: Rosja stwierdziła, że wojska rosyjskie wkroczyły do miasta Wołczańsk, 74 km od Charkowa[20].
- W trakcie trwania egzaminu maturalnego, doszło do pożaru dachu budynku Liceum Ogólnokształcącego Zespołu Szkół w Grodzisku Mazowieckim przy ul. Żwirki i Wigury 4[21][22].
- Odbyło się pożegnanie dwu niedźwiedzi polarnych, braci Gregora i Aleuta z Miejskiego Ogrodu Zoologicznego im. Antoniny i Jana Żabińskich w Warszawie[23].

## 12 maja
- Liczba ofiar śmiertelnych trwającej powodzi w północnym Afganistanie wzrosła do 315 osób, ponad 1600 kolejnych zostało rannych, a ponad 1000 domów zostało zniszczonych[24].
- Inwazja Rosji na Ukrainę:
  - Ministerstwo Obrony Rosji ogłosiło, że jego siły rosyjskie zajęły kilka wsi w obwodzie charkowskim[25].
  - Co najmniej 16 cywilów zginęło, a 27 kolejnych zostało rannych, gdy kawałki zestrzelonego ukraińskiego pocisku Toczka-U uderzyły w blok mieszkalny w Biełgorodzie w Rosji[26].
- Centrum Handlowe Marywilska 44 na Białołęce w Warszawie, jedno z największych na terenie miasta, zostało zniszczone w wyniku podpalenia. Wiele sklepów i punktów usługowych należało do Wietnamczyków[27].

## 11 maja
- 11 osób zginęło, a 53 zostały ranne w katastrofie autobusu w Jawie Zachodniej w Indonezji[28].
- Inwazja Rosji na Ukrainę: W wyniku ukraińskiego nalotu w Doniecku zginęły trzy osoby. Kolejne dwie osoby zginęły w ukraińskich atakach w Biełgorodzie i Kursku[29].
- Zwycięzcą 68. Konkursu Piosenki Eurowizji został reprezentant Szwajcarii Nemo z piosenką „The Code”[30].

## 10 maja
- Inwazja Rosji na Ukrainę:
  - Siły rosyjskie rozpoczęły nową ofensywę na obwód charkowski na Ukrainie, w pobliżu miasta Wołczańsk, otwierając nowy front[31].
  - W ukraińskim nalocie na infrastrukturę naftową w Ługańsku zginęły trzy osoby[32].
- Zgromadzenie Ogólne Organizacji Narodów Zjednoczonych głosami 143–9, przy 25 wstrzymujących się, zagłosowało za zatwierdzeniem uchwały przyznającej Palestynie nowe prawa i przywileje oraz za ponownym rozpatrzeniem wniosku Palestyny o członkostwo w ONZ. Dziewięć krajów sprzeciwiło się rezolucji, w tym Argentyna, Czechy, Węgry, Izrael, Mikronezja, Nauru, Palau, Papua-Nowa Gwinea i Stany Zjednoczone[33][34].
- W Ziemię uderzyła burza geomagnetyczna, osiągając intensywność G5 i powodując rozległe zorze polarne, a Narodowa Służba Oceaniczna i Atmosferyczna (NOAA) wydała swój pierwszy od 2005 roku zegar burzowy na poziomie G4[35].

## 8 maja
- Odbyła się II tura wyborów prezydenckich w Macedonii Północnej, w której zwyciężyła Gordana Siłjanowska-Dawkowa, wygrywając z ubiegającym się o reelekcję Stewo Pendarowskim[36].

## 6 maja
- W wieku 78 lat zmarł Jacek Zieliński, polski muzyk i kompozytor, współzałożyciel zespołu Skaldowie[37].

## 3 maja
- Prezydent RP Andrzej Duda z okazji Święta Narodowego Trzeciego Maja nadał Order Orła Białego: Jerzemu Maksymiukowi i Jadwidze Puzyninie[38].

## 2 maja
- Liczba ofiar śmiertelnych powodzi w Rio Grande do Sul w Brazylii wzrosła do 13 osób[39].
- Inwazja Rosji na Ukrainę:
  - Siły rosyjskie przejęły kontrolę nad miejscowością Berdyczi w obwodzie donieckim[40].
  - Co najmniej dziewięć osób, w tym ośmioro dzieci, zostało rannych w wyniku rosyjskiego nalotu w Dergacze w obwodzie charkowskim[41][42].
- Wisła Kraków została zdobywcą Pucharu Polski w piłce nożnej (2023/2024), pokonując w finale Pogoń Szczecin[43].

## 1 maja
- 48 osób zginęło, a 30 zostało rannych w wyniku upadku 23 pojazdów podczas zawalenia się autostrady w Meizhou w Guangdong w Chinach[44].
- Liczba ofiar śmiertelnych trwających powodzi w Kenii wzrosła do 181 osób, w miarę jak zniszczeniu ulegało coraz więcej domów i dróg[45].
- Inwazja Rosji na Ukrainę:
  - Dwie rosyjskie rakiety balistyczne uderzyły w portowe miasto Odessa, zabijając trzy osoby i raniąc 16 kolejnych[46][47].
  - Rosja zaprezentowała zdobyczny sprzęt wojskowy NATO na wystawie plenerowej w Parku Zwycięstwa w Moskwie. Wśród zdobytych pojazdów znajdowały się m.in. niemiecki czołg Leopard 2A6 czy amerykański czołg M1 Abrams[48][49].
- Doszło do próby podpalenia Synagogi im. Małżonków Nożyków w Warszawie za pomocą butelki zapalającej. Sprawcą ataku okazał się 16-letni mieszkaniec Warszawy. Atak został potępiony między innymi przez prezydenta RP Andrzeja Dudę oraz ambasadora USA w Polsce Marka Brzezinskiego[50][51].